# 수마트라 어시스트 작전
수마트라 어시스트 작전(Operation Sumatra Assist)은 2004년 인도양 지진해일이 발생한 후 오스트레일리아 방위군이 인도네시아 지역의 재난구호를 위한 작전이다. 지진 발생 수 시간 후에 호주 방위군 인원이 파견되었다. 이들은 주로 아체에서 활동했다. 의무병과 공병 인원이 주축이 되어 헬리콥터와 화물기가 보조했으며, 해안 지역에서는 HMAS 캐님블러와 웨스틀랜드 시 킹 헬리콥터 2기가 지원했다.

## 2단계 작전
2005년 4월 2일 오전 9시 30분 발생한 2005년 니아스-시멀루에이 지진 이후 다시 구호 작전을 시작했다. 하지만 구호 작전 도중 수마트라섬 서부 해안에 있는 니아스섬 인근에서 시 킹 헬리콥터가 추락하는 사고가 발생했다. 이 사고로 호주 방위군 대원 9명(해군 6명, 공군 3명)이 사망했다. 그 외 2명이 HMAS 캐님블러에서 작전중이던 다른 시 킹 헬리콥터를 통해 현장에서 이송, 생환했다.